# Изабелла Глостерская
Изабелла Глостерская (англ. Isabella of Gloucester; умерла 14 октября 1217) — английская аристократка, графиня Глостерская в своём праве (suo jure), первая жена короля Англии Джона Безземельного. После аннулирования этого брака в 1199 году выходила замуж ещё дважды, но детей не оставила.

## Биография
Изабелла принадлежала к побочной ветви английского королевского дома: её дед, граф Роберт Глостер, был внебрачным сыном короля Генриха I Боклерка. Изабелла (некоторые источники называют другие имена — Хадвиса и Ависа) стала младшей из трёх дочерей Уильяма, 2-го графа Глостерского, и Хависы де Бомон. Её единственный брат умер пятнадцатилетним (в 1166 году), а потому возникла проблема наследования титула и обширных владений. Граф Уильям, чтобы избежать раздела земель, сделал Изабеллу своей основной наследницей; в 1176 году он заключил с королём Генрихом II договор о браке Изабеллы и принца Джона, который должен был после смерти тестя стать графом Глостерским. Жених и невеста были довольно близкими родственниками (троюродными братом и сестрой), так что требовалось предварительно получить разрешение от папы римского. Договор предполагал, что, если папа не выдаст диспенсацию, Генрих II должен будет организовать для Изабеллы другой брак, не менее почётный. Старшим дочерям Уильяма, Мабели и Амиции, в качестве компенсации за отказ от наследства король обещал ежегодно выплачивать по сто фунтов каждой.
В 1183 году граф Уильям умер. Изабелла как незамужняя дочь вассала короны оказалась под опекой короля Генриха II, который не спешил женить на ней сына, хотя папское разрешение уже было получено: возник вариант брака Джона и Адели Французской, сестры Филиппа Августа и богатой наследницы. В 1189 году умер и Генрих. Его старший сын и преемник Ричард немедленно одобрил свадьбу брата и Изабеллы, которая состоялась 29 августа того же года в замке Мальборо в Уилтшире. Изабелла была признана графиней Глостерской «в своём праве» (suo jure).
Хронист Матвей Парижский утверждает, что архиепископ Кентерберийский Болдуин запретил этот брак из-за близкого родства молодожёнов. Иоанн проигнорировал этот запрет и обратился напрямую к римскому папе. Столкнувшись с неподчинением, прелат наложил на Джона и его владения интердикт, который уже в ноябре был снят папским легатом Джованни ди Ананьи. Тем не менее брак оказался неудачным — предположительно из-за бездетности Изабеллы. В 1192 году Джон начал переговоры о женитьбе на Адели Французской (они, правда, закончились безрезультатно), а сразу после своего восшествия на престол в 1199 году начал хлопотать об аннулировании брака из-за кровного родства. Летом 1200 года, ещё до коронации Иоанна в качестве короля Англии, архиепископ Бордо и епископы Пуатье и Сента удовлетворили его ходатайство и объявили брак с Изабеллой недействительным.
Теперь она оказалась под опекой бывшего мужа; Джон передал её титул и часть владений сыну её сестры Амори VI де Монфору, графу Эврё. Последний умер бездетным в 1213 году, и наследственные права снова перешли к Изабелле.
20 января 1214 года Изабелла вышла замуж во второй раз — за Джеффри де Мандевиля, 2-го графа Эссекса. Король продал этому вельможе право на брак, и тот, по-видимому, согласился с большой неохотой. Деньги следовало внести четырьмя долями в течение года. Когда Мандевиль просрочил один платёж, король конфисковал часть его земель. Позже этот конфликт был урегулирован, но граф и его супруга всё-таки присоединились к мятежу баронов против Джона. 23 февраля 1216 года Мандевиль погиб на турнире.
Примерно полтора года Изабелла, называвшая себя «графиней Глостерской и Эссекской», пользовалась наибольшей за всю свою жизнь личной свободой. Тем не менее 14 октября 1217 года она вышла замуж в третий раз — за Хьюберта де Бурга, одного из опекунов малолетнего короля Генриха III, а впоследствии 1-го графа Кента. Через несколько недель она умерла. Её тело было погребено в Кентерберийском соборе.
Ни от одного из трёх браков Изабелла Глостерская не имела детей. Владения и титул графов Глостерских перешли к потомкам одной из её сестёр де Клерам.